# 이치카와다이몬정
이치카와다이몬정(市川大門町)은 야마나시현 니시야쓰시로군에 놓여졌던 정이다.
고후분지의 최남단에 위치한다. 중세 이래의 일본 종이 생산과 에도기 이래의 이치카와 불꽃놀이로 알려져 매년, 8월상순에 개최되는 신메이의 불꽃놀이가 유명하다. 2005년 10월 1일에, 같은 니시야쓰시로군의 미타마정·로쿠고정과 합병해, 「이치카와미사토정」이 성립해 이치카와다이몬정이 되었다.

## 역사
- 1889년 7월 1일 - 정촌제 시행과 함께 근세 이래 이치카와다이몬촌 단독으로 자치체를 형성하였다.
- 1900년 4월 24일 - 정으로 승격해 이치카와다이몬정이 되었다.
- 1954년 5월 15일 - 다카타촌을 편입하였다.
- 1955년 4월 1일 - 야마호촌 일부를 편입하였다.
- 1956년 9월 30일 - 다이도촌의 일부를 편입하였다.
- 2005년 10월 1일 - 미타마정, 로쿠고정과 합병해 이치카와다이몬정이 되었다. 동일 이치카와다이몬정은 폐지되었다.

## 교통

### 철도
- 도카이 여객철도 미노부 선